# Pointe du Van

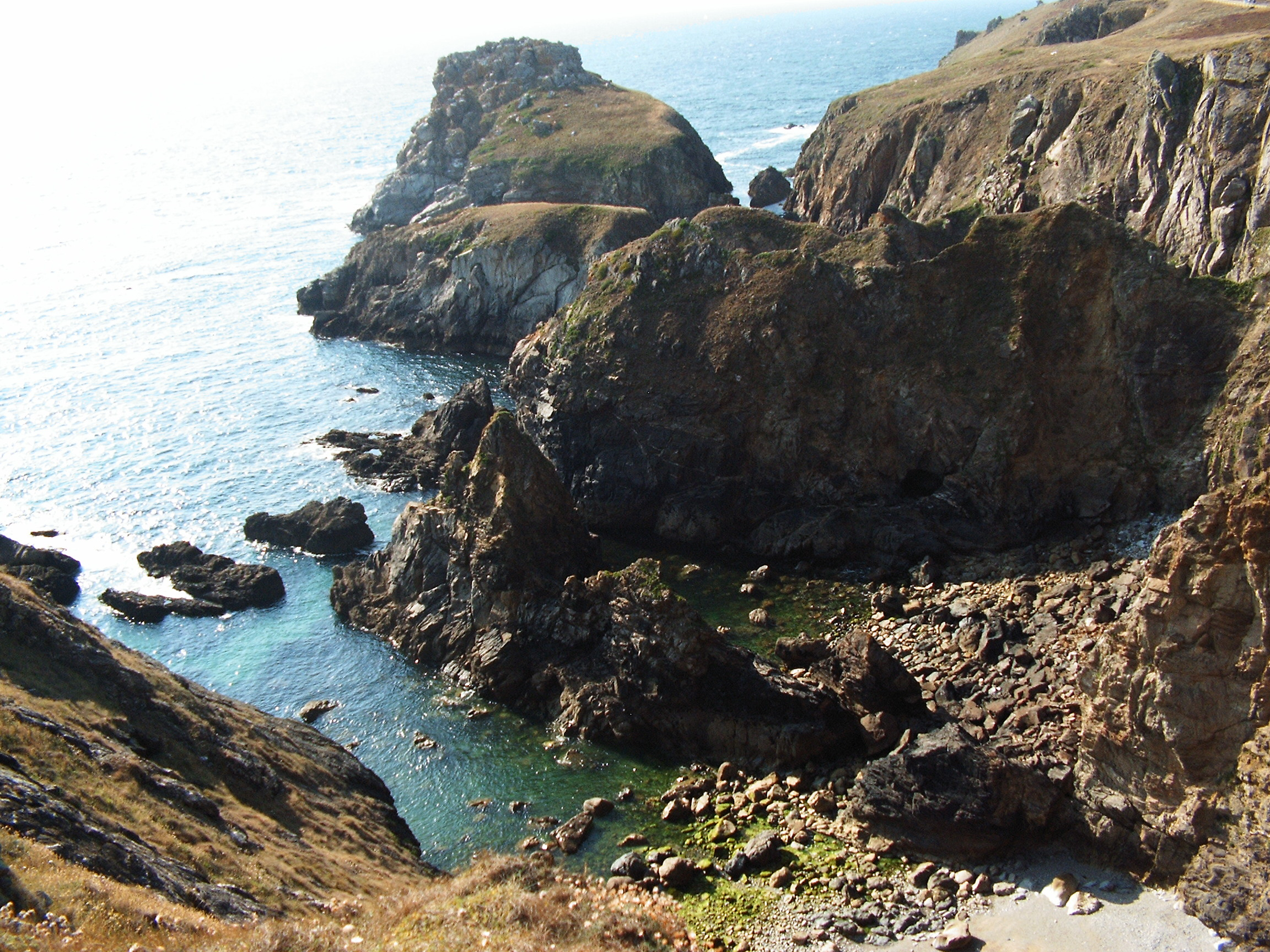
Die Pointe du Van

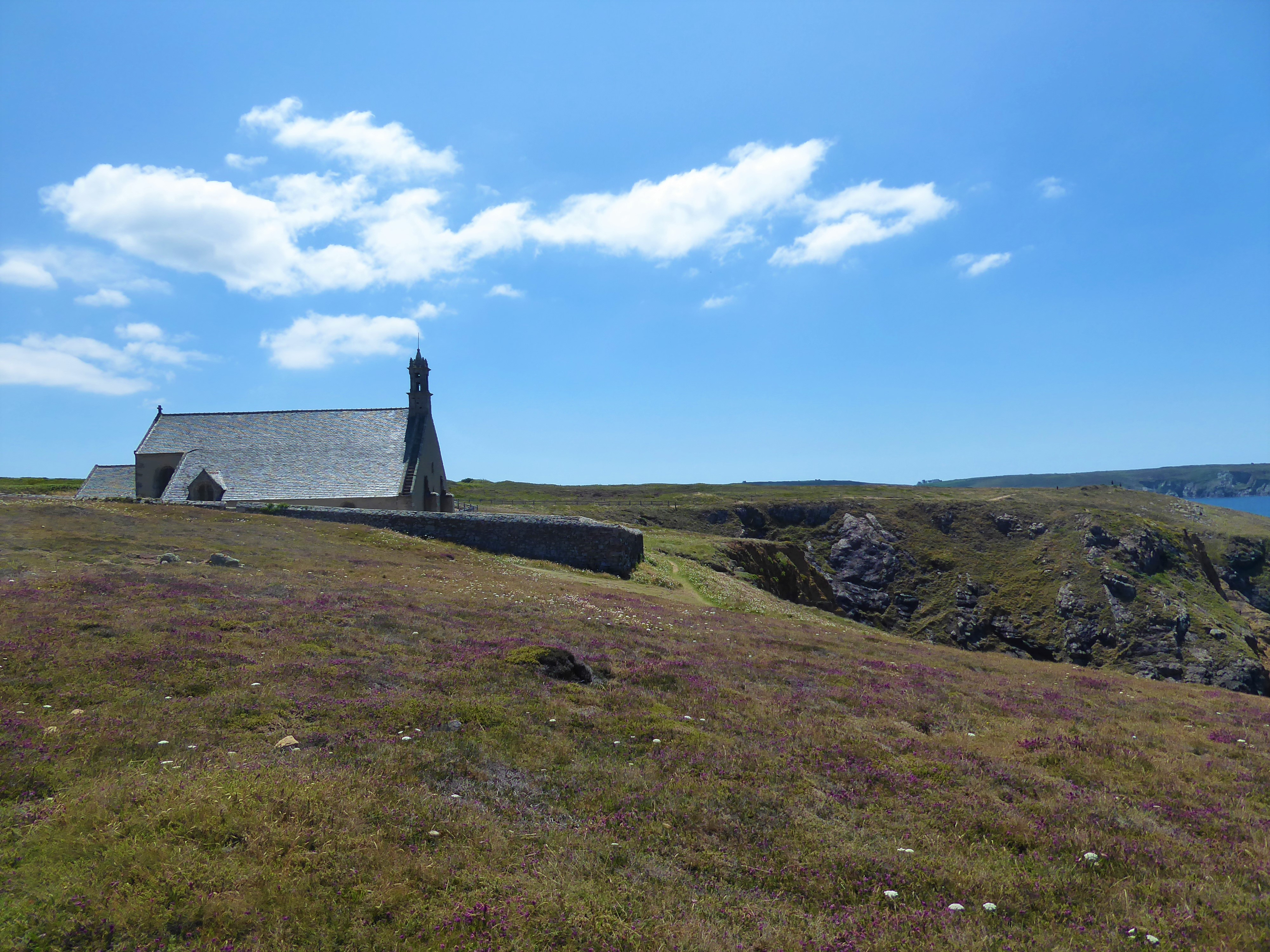
Die Pointe du Van mit der Kapelle St-They

Die Pointe du Van (bret. Beg ar Vann)  ist ein felsiges Kap auf Cap Sizun im äußersten Westen der Bretagne. Sie ist etwas weniger schroff als ihr Gegenstück, die Pointe du Raz. Ein Kap mit Heidelandschaft, der Kapelle St-They und einem Quellenheiligtum. Von der Pointe du Raz ist sie durch die Baie des Trépassés getrennt. Besonders malerisch sind die vorgelagerten kleinen Inseln, die von Seevögeln aller Art bevölkert sind.